# سندرم دست بیگانه
سندرم دست بیگانه (به انگلیسی: Alien Hand Syndrome) یک اختلال عصبی است که در آن یکی یا در مواردی هر دو دست شخص مبتلا بر خلاف میل و بدون کنترل شخص حرکت کند و کار انجام دهد. این به این معنی نیست که شخص بیمار به‌طور کامل کنترل دستانش را از دست می‌دهد .
ظهور این اختلال می‌تواند در مواقعی چون صرع شدید، سکته مغزی، تومور مغزی و پسایند جراحی مغز رخ دهد.

## درمان
هیچ درمان دارویی برای این اختلال وجود ندارد هر چند تکنیک‌های متفاوتی برای متوقف کردن این اختلال وجود دارد:
۱- مشغول کردن دست بیگانه به انجام کار برای مثال نگه داشتن یک جسم.
۲- قرار دادن دست بین دو پا.
۳- از دست دادن تمرکز و کمبود اعتماد به نفس مواردی هستند که به پیشرفت این اختلال کمک می‌کنند در نتیجه تمرینهایی که به تمرکز بالا احتیاج دارند نتیجه می‌دهد
لازم است ذکر شود که در این تمرینات دست بیگانه باید مورد استفاده قرار گیرد. برای مثال قرار دادن جسمی روی دست بیگانه و از بیمار بخواهید تا چه مدت بدون انداختن جسم می‌تواند دست را نگه دارد.